# Huangjiu

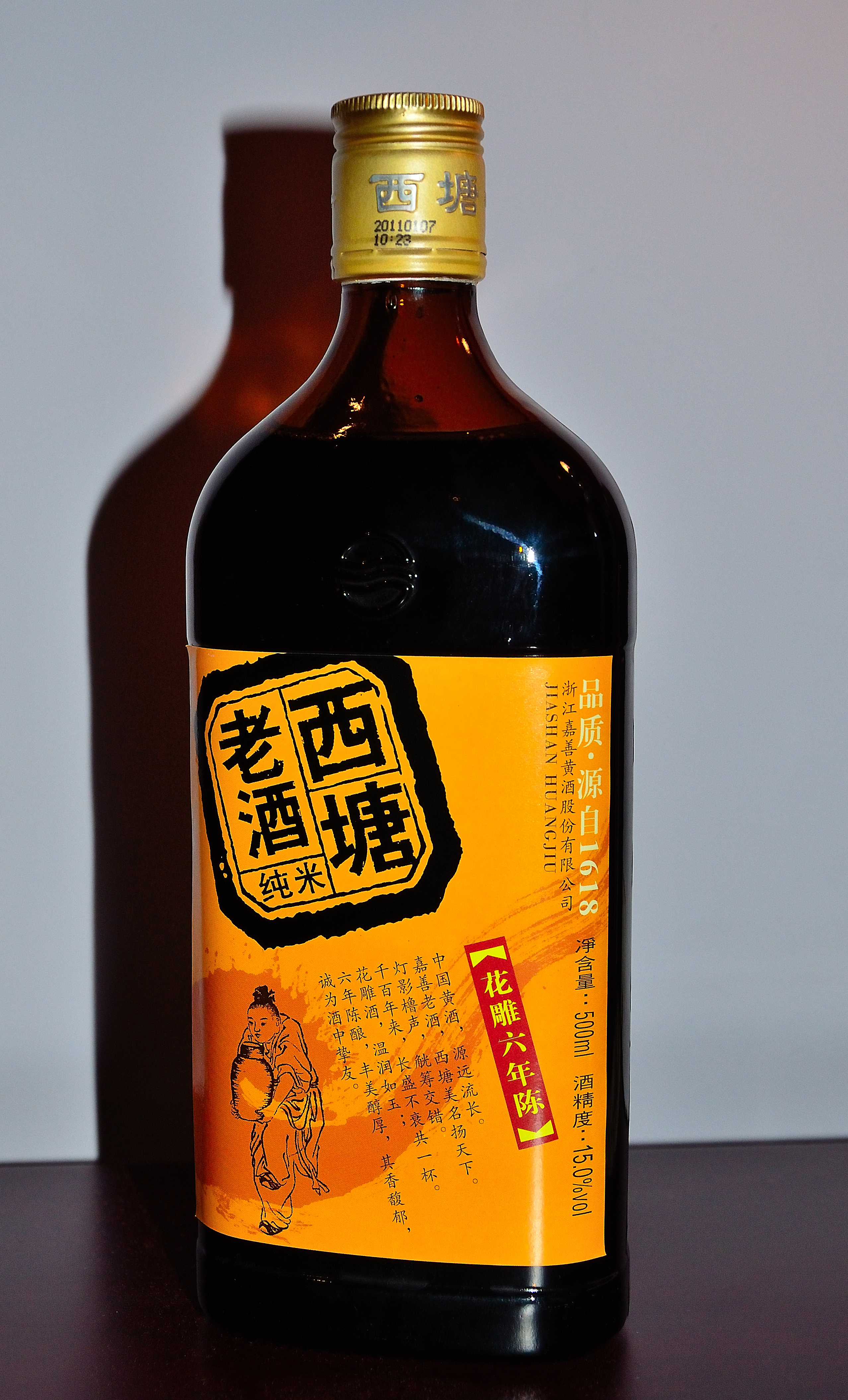
Un exemple de la beguda

Huangjiu (xinès simplificat: 黄酒, pinyin: Huángjiǔ, literalment 'Licor groc') és una beguda alcohòlica xinesa popular sobretot a la zona de Jiangnan, que és considerada com una de les begudes nacionals del país. Té una tradició de més de mil anys, i s'elabora amb la fermentació de grans d'arròs, arròs glutinós, mill amb Qū com a ingredient inicial. A diferència del baijiu, no són licors destil·lats i tenen entre el 8% i el 20% d'alcohol.
El Huangjiu sol pasteuritzar-se, envellir-se i filtrar-se abans del seu embotellament final per vendre als consumidors. La pasteurització elimina les impureses i estabilitza els compostos aromàtics. El procés de maduració pot ser complicat però important per al desenvolupament de les capes de sabors i fragàncies. Algunes marques de huangjiu de primera qualitat podrien haver envellit fins a 20 anys. Tot i que, tal com pot suggerir el nom de huangjiu, el seu color sol ser groc clar i taronja, de fet pot variar des del clar fins al marró. Moltes marques famoses de huangjiu utilitzen la qualitat de l'aigua que s'usa el procés d'elaboració com a forma de publicitat, i alguns consideren que és l'ingredient més important.
El Huangjiu es consumeix habitualment calent, ja que la riquesa dels compostos aromàtics s'allibera millor quan està calenta. A l'estiu és popular beure huangjiu dolç refredat o sobre gel. El Liaojiu (料酒) és un tipus de huangjiu utilitzat a la cuina, un exemple d'això és el tipus liaojiu del vi d'arròs Shaoxing. Entre els principals productors de huangjiu hi ha la Xina continental i Taiwan.

## Història
A la societat xinesa aquesta beguda pot tenir el mateix nivell d’influència que la cervesa a les societats europees al llarg de la història. L'arqueologia ha establert que els antics xinesos elaboraven alguna forma d'alcohol similar a la cervesa, però, amb la invenció del mètode d'elaboració que utilitza Qu, el Huangjiu va substituir ràpidament la cervesa prototípica a l'antiga Xina, i les begudes semblants a la cervesa van passar de moda. Els bevedors preferien els gustos de Huangjiu. La cervesa va quedar completament oblidada a la Xina fins al segle xix, quan els alemanys van tornar a introduir una destil·leria a Qingdao, que més tard es va convertir en el productor de la famosa cervesa Tsingtao actual, el huangjiu sempre ha estat el tipus de beguda alcohòlica elaborada preferida del país.
La primera forma de Huangjiu va ser suposadament ideada per Dukang durant el regnat de Shaokang dels Xia. Dukang va ser divinitzat posteriorment com el déu xinès del vi. De vegades es diu que el seu fill Heita va inventar accidentalment el vinagre de Chinkiang quan el seu oblit va permetre espatllar una cuba.
Actualment el Huangjiu té una gran presència a tota la Xina, especialment a la zona de Jiangnan. Les varietats de huangjiu més conegudes inclouen Guyue longshan, Kuaijishan i Tapai de Shaoxing, Huiquan jiu de Wuxi.